# ادعني مدام (فلم)
ادعني مدام (بالإنجليزية: Call Me Madam) هو فيلم موسيقي أُصدر في الولايات المتحدة وصدر في سنة 1953.

## طاقم التمثيل
- إيثيل ميرمان

### ترشيحات وجوائز
| السنة | الحدث  | الفئة               | النتيجة |
| ----- | ------ | ------------------- | ------- |
|       | أوسكار | أفضل موسيقى تصويرية | فوز     |

## الميزانية والإيرادات
بلغت تكلفة إنتاج الفيلم حوالي 2,460,000 دولار بينما حقق أرباحا تقدر بـ 2,850,000 ( rental) دولار.

## وصلات خارجية
- مقالات تستعمل روابط فنية بلا صلة مع ويكي بيانات

1. ↑  "AFI's Greatest Movie Musicals Nominees" (PDF). مؤرشف من الأصل (PDF) في 2017-07-21. اطلع عليه بتاريخ 2016-08-13.
2. ↑  "Festival de Cannes: Call Me Madam". festival-cannes.com. مؤرشف من الأصل في 2013-11-04. اطلع عليه بتاريخ 2009-01-17.
3. ↑  "Donald O'Connor interview - Mindy Aloff". مؤرشف من الأصل في 2016-09-13. اطلع عليه بتاريخ 2016-03-30.